# Casas de Casimiro Martín
Despoblado de la provincia de Cáceres (Extremadura, España), partido judicial de Coria, comarca de Sierra de Gata y término de Valverde del Fresno. Está situado en la ladera de una pequeña elevación, a 449 m de altitud. Ocupa una superficie de 0,65 ha y se compone de unas treinta y cinco casas, todas ruinosas a excepción de cinco. Se ubica a 40º10'38" de latitud Norte y 6º56'45" de longitud Oeste. Dista 8 km de la villa de Valverde del Fresno. El entorno natural está formado básicamente por pinos, encinas, robles, brezos, jaras, zarzas y helechos. Se cultivan olivos, viñas, varias tierras de cereal, algunos frutales y pocas hortalizas. Fue abandonado en la década de 1970, culminando un proceso de despoblación iniciado desde los años 50. La lejanía con Valverde y su corto vecindario, unido a la falta de los servicios más esenciales, motivaron el total abandono de la antigua aldea.